# Śliz pospolity
Śliz pospolity, śliz, śliz zwyczajny (Barbatula barbatula) – gatunek słodkowodnej ryby karpiokształtnej z rodziny przylgowatych (Balitoridae).

## Występowanie
Śliz występuje w Europie z wyjątkiem Włoch, Półwyspu Pirenejskiego, Grecji, północnej Szkocji, Norwegii, północnej Szwecji i Finlandii, przez Azję do Chin. W Polsce jest pospolity w rzekach górskich.
Śliz występuje w rzekach, zarówno nizinnych jak i górskich. W wodach stojących nie występuje (koza lub piskorz są z nim mylone w stawach). Żyje przy dnie, ukryty wśród kamieni, korzeni i pod nawisami brzegowymi. Jest mało odporny na zanieczyszczenie wody.

## Opis
Śliz osiąga 10–12 (maksymalnie 14) cm długości. Ma ciało mocno wydłużone, pokryte grubą warstwą śluzu, brzuch spłaszczony. 4 wąsiki w środkowej części wargi górnej i 2 w kącikach ust. Płetwy grzbietowa i ogonowa mają równo ścięte krawędzie.
Ubarwienie grzbietu i boków jest szarobrązowe bądź brązowozielone z ciemniejszymi plamami, brzuch jest biały lub żółtawy. Płetwy pokryte są rzędami ciemnych plamek.

## Odżywianie
Śliz żywi się larwami owadów wodnych i nicieniami.

## Rozród
Śliz trze się od III do V na piaszczystym lub kamienistym podłożu. Tarło odbywa się porcyjnie, samica składa ikrę na żwirze lub kamieniach. Złożona ikra jest strzeżona przez samca.

## Ochrona
Na terenie Polski śliz jest objęty częściową ochroną gatunkową.